# خدیجه رشدان
خدیجه رشدان (انگلیسی: Khadijah Rushdan؛ زادهٔ ۵ دسامبر ۱۹۸۸) بازیکن بسکتبال اهل ایالات متحده آمریکا است.